# دیتریش اشتوبه
دیتریش اشتوبه (آلمانی: Dietrich Stobbe; زاده ۲۵ مارس ۱۹۳۸ – درگذشته ۱۹ فوریهٔ ۲۰۱۱) سیاست‌مدار اهل آلمان و از اعضای حزب سوسیال دموکرات آلمان بود.
وی از ۲ مه ۱۹۷۷ تا ۲۳ ژانویه ۱۹۸۱ شهردار برلین غربی بود.هم‌چنین از ۱ نوامبر ۱۹۷۸ تا ۳۱ اکتبر ۱۹۷۹ رئیس بوندسرات بود.
وی در ۱۹ فوریه ۲۰۱۱ بر اثر بیماری ریوی درگذشت.